# San Juan del Puerto (Florida)
San Juan del Puerto era una missió franciscana espanyola fundada abans de 1587 a l'illa Fort George, prop de la desembocadura del riu St. Johns en el que avui és Jacksonville, Florida. Va ser fundada per servir a la tribu Saturiwa dels timucua que va viure al voltant de la boca del St Johns. Té un lloc important en l'estudi de la llengua timucua, ja que fou on Francisco Pareja va emprendre el seu treball sobre la llengua timucua.

## Història
Els saturiwa van ser un dels cacicats dels mocama, un poble de parla timucua que vivien a les zones costaneres del que avui és el nord de Florida i el sud-est de Geòrgia. Els saturiwa es van aliar amb els francesos de Fort Caroline, de manera que eren inicialment hostils als espanyols, qui van expulsar els francesos de la Florida en 1565, però aviat van fer la pau amb els espanyols, i la Missió de San Juan va ser fundada prop de la seva principal ciutat de l'illa Fort George abans de 1587. Així es va convertir en una de les tres missions principals de la província de Mocama, juntament amb San Pedro de Mocama (a Tacatacuru) a l'illa Cumberland i Santa Maria de Sena entre ells a l'ill Amelia.
El padre Francisco Pareja va treballar en aquesta missió i a San Pedro de Mocama. Va idear un sistema d'escriptura per al timucua i ensenyar a alguns dels mocama. En 1612 va publicar un catecisme en espanyol i timucua, el primer llibre imprès en llengua indígena de les Amèriques.
Després de 1650, els refugiats guale del proper cacicat cap al nord al llarg de la costa de Geòrgia foren assentats a la missió. Els espanyols van abandonar la missió al voltant de 1702, en part com a resposta a les incursions dels amerindis i colons anglesos aliatss de Carolina del Sud durant la Guerra de la reina Anna.